# Fräkentjärnen (Arvidsjaurs socken, Lappland, 729507-163261)
Fräkentjärnen är en sjö i Arvidsjaurs kommun i Lappland och ingår i Byskeälvens huvudavrinningsområde. Sjön har en area på 0,0747 kvadratkilometer och ligger 433,2 meter över havet. Fräkentjärnen ligger i Byskeälven Natura 2000-område.

## Delavrinningsområde
Fräkentjärnen ingår i det delavrinningsområde (729354-163129) som SMHI kallar för Utloppet av Långträsket. Medelhöjden är 469 meter över havet och ytan är 83,73 kvadratkilometer. Räknas de 12 avrinningsområdena uppströms in blir den ackumulerade arean 293,17 kvadratkilometer. Långträskälven som avvattnar avrinningsområdet har biflödesordning 2, vilket innebär att vattnet flödar genom totalt 2 vattendrag innan det når havet efter 169 kilometer. Avrinningsområdet består mestadels av skog (74 procent). Avrinningsområdet har 9,64 kvadratkilometer vattenytor vilket ger det en sjöprocent på 11,5 procent.